# Act.3 Chococo Factory
〈Act.3 Chococo Factory〉(액트 스리 초코코 팩토리)는 구구단의 첫 번째 싱글이다. 타이틀 곡은 〈Chococo〉(초코코)로, 2017년 11월 8일에 CJ E&M MUSIC를 통해서 발매되었다.

## 개요
- 이번 싱글은 영화 《찰리와 초콜릿 공장》을 모티브로 한 작품이다. 소이가 어깨 부상으로 휴식에 들어가면서, 구구단은 본 음반 활동을 8인조로 진행하였다.[1] 다만 일부 곡의 녹음에는 소이가 참여하였다.
- 타이틀 곡 〈Chococo〉는 후렴구가 중독성 있는 노래로[2], 후렴구 중 ‘코코코코코코코립’은 작곡가 김도훈이 어린아이들의 ‘코코코코코코 입’ 하는 장난에서 연상한 부분이다.[3]

## 수록곡
| #            | 제목                     | 작사                      | 작곡                                   | 편곡  | 재생 시간 |
| ------------ | ------------------------ | ------------------------- | -------------------------------------- | ----- | --------- |
| 1.           | 〈Chococo〉              | 조윤경, 김도훈(RBW), 용배 | MELODESIGN, Jan Hyoty, Eeva Louhivuori | 3:40  |           |
| 2.           | 〈Lucky〉                | 구슬윤                    | Erik Lidbom                            | 4:04  |           |
| 3.           | 〈스노우 볼 (Snowball)〉 | 장여진                    | Genneo, Andreas Oberg, Maria Marcus    | 3:04  |           |
| 4.           | 〈Chococo〉 (Inst.)      |                           | MELODESIGN, Jan Hyoty, Eeva Louhivuori | 3:40  |           |
| 총 재생 시간 | 총 재생 시간             | 총 재생 시간              | 총 재생 시간                           | 14:28 |           |